# Home video cassette
Home video cassette er en dansk eksperimentalfilm fra 1992, der er instrueret af Peter Lind.

## Handling
Denne artikel mangler et handlingsreferat. Hjælp os med at skrive det.